# General Luis Felipe Domínguez Suárez
General Luis Felipe Domínguez Suárez är en ort i Mexiko.   Den ligger i kommunen Balancán och delstaten Tabasco, i den sydöstra delen av landet, 800 km öster om huvudstaden Mexico City. General Luis Felipe Domínguez Suárez ligger 29 meter över havet och antalet invånare är 1 049.
Terrängen runt General Luis Felipe Domínguez Suárez är platt, och sluttar norrut. Runt General Luis Felipe Domínguez Suárez är det ganska glesbefolkat, med 24 invånare per kvadratkilometer. Närmaste större samhälle är Balancán de Domínguez, 16,7 km norr om General Luis Felipe Domínguez Suárez. Omgivningarna runt General Luis Felipe Domínguez Suárez är en mosaik av jordbruksmark och naturlig växtlighet.